# Pobre gallo
Pobre gallo est une telenovela chilienne diffusé depuis le 6 janvier 2016 sur Mega.

## Acteurs et personnages
- Álvaro Rudolphy : Nicolás Pérez de Castro Aldunate
- Paola Volpato : Patricia Flores Flores
- Ingrid Cruz : Carola García del Río
- Andrés Velasco : Eduardo Silva
- Mariana Di Girólamo : Andrea Fernández García del Río
- Augusto Schuster : Borja Pérez de Castro Achondo
- Pedro Campos : Juan Silva Flores
- Montserrat Ballarin : Camila Pérez de Castro Achondo
- Francisco Puelles : Lincoyán Huaiquimil
- Mauricio Pesutic : Alamiro Armijo
- Jaime Vadell : Onofre Pérez de Castro
- Gabriela Hernández : Rayén Huaiquimil
- Fernando Farías : Minchequeo Huaiquimil
- Teresita Reyes : Gloria Cabalin
- Fernando Godoy : Railef Huaiquimil
- Ignacio Garmendia : Francisco Silva Flores
- Dayana Amigo : Jackie Galindo
- Otilio Castro : Esteban Galindo
- Stephanie Méndez : Martuca Lucero
- Francesca Poloni : Paula Silva Flores
- Vicente Soto : Tomás Fernández García del Río
- Antonia Zegers : Florencia Achondo Meyer
- Valentina Carvajal : Dominga Otamendi
- Cristián Carvajal : José Miguel Salgado
- Luz María Yacometti : Carmen Troncoso
- Marcela de la Carrera : Irma Cancino
- Romina Norambuena : Daniela Morales
- José Antonio Raffo : Mauricio Andrade

## Diffusion internationale
- Mega